# Leprechaun (videogioco)
Leprechaun è un videogioco arcade del 1982 prodotto dalla software house statunitense Tong Electronic. Esso fa parte di "Moppet Video", una linea di titoli da sala pubblicati da Enter-Tech dotati di gameplay semplicistico, rivolto ai bambini dai tre ai nove anni. Persino i cabinati sono realizzati su misura per loro.
Tra tutti i giochi, Leprechaun è quello più noto in quanto un'altra software house americana, Pacific Novelty, sviluppò una stessa versione ma con difficoltà incrementata per un bacino d'utenza più ampia. Questa versione porta il nome di Pot of Gold.

## Modalità di gioco
Leprechaun è un gioco d'azione a schermata fissa i cui livelli sono infiniti, visti dall'alto e hanno uno spazio toroidale. Il giocatore può quindi attraversare i bordi per sbucare dalle parti opposte, ma a seconda del livello i bordi possono essere liberi o delimitati da muri.
L'uomo controllato dal giocatore cerca di sfuggire ad un leprecauno, perché intento a prendere la pentola d'oro di quest'ultimo. In ogni livello la pentola d'oro è posizionata casualmente sullo schermo, e se il leprecauno la raggiunge per primo viene spostata in un altro punto. L'uomo mentre si muove può toccare uno o più alberi, in modo da aumentare sia il punteggio base che il valore della pentola d'oro. Se viene catturato dal leprecauno, il giocatore perde una vita e ricomincia dall'inizio del livello. Dopo che tutte le vite sono state perse, la partita finisce.

## Cloni
Tong Electronic fece uscire nel 1982 un clone piratesco del suo stesso Leprechaun, intitolato Pirate Treasure.